# 比拉彗星
比拉彗星 (3D/Biela) 是一顆已消失的短週期彗星，它以一位奧地利業餘天文學家來命名。
1772年，法國天文學家梅西爾首度發現該彗星，到1826年2月，彗星通過近日點，由奧地利業餘天文學者比拉（Wilhelm von Biela, 1782年3月19日─1856年2月18日）再度发现，並計算軌道及其公轉週期6.6年。這是第三顆有記錄的週期彗星。
1846年1月，馬修·方丹·莫里觀測該彗星時發現分裂為兩塊碎片，分别有各自的彗髮和彗核，兩者亮度交替變化。1852年9月仍能看到，彗星最後的觀測由俄羅斯帝國天文學家奧托·威廉·馮·斯特魯維所報告，但之後的幾次預定回歸日期再也找不到其蹤影。
1872年11月27日，出現了壯觀的流星雨（當時紀錄每小時3,000顆），輻射點在仙女座的位置上，被認為是比拉彗星的殘骸。仙女座流星雨在19世紀每年仍可見到，但現在已變得微弱，幾乎不可見。
1883年有人提出比拉彗星的分裂是1871年10月美國幾個州相繼發生大火的凶兆（包括芝加哥大火、的密歇根大火與同月的派什提戈森林大火），但此說法沒有直接科學根據佐證。
一顆名為207P/NEAT的週期彗星擁有與比拉彗星相似的軌道，被認為有可能是比拉彗星的殘骸之一。